# Тайлер Крістіансон
Тайлер Крістіансон (9 грудня 2001) — панамський плавець.
Учасник Олімпійських Ігор 2020 року, де в попередніх запливах на дистанціях 200 метрів брасом і 200 метрів комплексом посів, відповідно, 29-те і 40-ве місця й не потрапив до півфіналів.